# 乍得國旗
乍得國旗（法語：Drapeau du Tchad；阿拉伯语：‎）是一面竖式三色旗，自左往右由藍、黃、紅三道纵带所組成。其图案几乎与罗马尼亚国旗相同，区别是乍得国旗左侧的蓝色是偏深的海军蓝，而罗马尼亚国旗所用的蓝色是靛蓝。
乍得国旗三色中，蓝、红二色源自法國國旗，黄、红二色源自泛非主義顏色。蓝色象征蓝天、希望和生活，还代表该国南部的乍得湖（它是乍得重要的水资源供给地）；黄色象征阳光，以及该国北部的撒哈拉沙漠；红色象征进步、团结和为保卫祖国而献身的英勇精神:8。

### 乍得国旗的制作标准
| 色制     | 蓝色        | 黄色       | 红色       |
| -------- | ----------- | ---------- | ---------- |
| 彩通     | PMS 281 C   | PMS 116 C  | PMS 186 C  |
| CMYK     | 100-85-5-36 | 0-14-100-0 | 2-100-85-6 |
| RGB      | 0-32-91     | 252-205-0  | 200-16-46  |
| 网页颜色 | #00205B     | #FFCD00    | #C8102E    |

## 与罗马尼亚国旗相似
罗马尼亚和乍得的国旗几乎完全相同，唯一的区别在于罗马尼亚对所用颜色的定义比乍得更严格，因此在阴影方面略有不同。 乍得在1960年脱离法国独立后开始使用现在的国旗。当时，乍得和罗马尼亚国旗的区别在于罗马尼亚国旗的中央有罗马尼亚社会主义共和国的国徽。然而，1989年推翻尼古拉·齐奥塞斯库的革命之后，国徽被完全去除。 罗马尼亚从1866年开始使用三色国旗，该国旗基于1848年以来瓦拉几亚地区使用的旗帜。
罗马尼亚和乍得共用国旗的问题曾一度引起乍得政府的关注；2004年，有未经证实的媒体报道称乍得曾呼吁联合国调查此事，促使当时的罗马尼亚总统伊利埃斯库公开声明，称他的国家不会放弃这面旗帜，对此回应称，罗马尼亚国旗不会发生任何变化，因为罗马尼亚三色旗的存在时间早于乍得建国时间。BBC新闻援引伊利埃斯库的话说：“三色旗属于我们。我们不会放弃三色旗。”

## 參閱
- 羅馬尼亞國旗
- 亞美尼亞國旗

## 外部連結
- 世界旗帜网（FOTW）的Chad
- 'Identical flag' causes flap in Romania（页面存档备份，存于）